# شقران أرمني
بوشيني أرمني (الاسم العلمي: Puccinia armeniaca) هو نوع من الفطريات يتبع جنس البوشيني من فصيلة البوشينية.